# NGC 7508
NGC 7508 (również PGC 70663 lub UGC 12408) – galaktyka spiralna (S), znajdująca się w gwiazdozbiorze Pegaza. Odkrył ją John Herschel 13 października 1825 roku.